# Diocesi di Marabá
La diocesi di Marabá (in latino Dioecesis Marabensis) è una sede della Chiesa cattolica in Brasile suffraganea dell'arcidiocesi di Belém do Pará. Nel 2023 contava 381.523 battezzati su 845.000 abitanti. È retta dal vescovo Vital Corbellini.

## Territorio
La diocesi comprende alcuni comuni nella parte sud-orientale dello stato brasiliano di Pará: per intero i comuni di Abel Figueiredo, Bom Jesus do Tocantins, Brejo Grande do Araguaia, Canaã dos Carajás, Curionópolis, Eldorado do Carajás, Goianésia do Pará, Itupiranga, Jacundá, Marabá, Nova Ipixuna, Palestina do Pará, Parauapebas, São Domingos do Araguaia, São João do Araguaia; inoltre si prende cura pastorale di alcune comunità nei comuni di Tucuruí, Novo Repartimento e São Félix do Xingu.
Sede vescovile è la città di Marabá, dove si trova la cattedrale di Nostra Signora del Perpetuo Soccorso.
Il territorio si estende su 81.832 km² ed è suddiviso in 29 parrocchie, raggruppate in 6 aree pastorali: Araguaia, Carajás, Cidade Nova, Jacundá, Morada Nova e Nova Marabá.

## Storia
La prelatura territoriale della Santíssima Conceição do Araguaia fu eretta il 18 luglio 1911, ricavandone il territorio dall'arcidiocesi di Belém do Pará. Originariamente la sede prelatizia era la città di Conceição do Araguaia.
Il 16 dicembre 1934 e il 13 maggio 1969 cedette porzioni del suo territorio a vantaggio dell'erezione rispettivamente delle prelature territoriali di Xingu e di São Félix.
Il 20 dicembre 1969, in forza del decreto Cum Urbs della Congregazione per i vescovi, la sede prelatizia fu traslata a Marabá e la prelatura assunse il nome di prelatura territoriale di Marabá.
Il 27 marzo 1976 cedette un'altra porzione di territorio a vantaggio dell'erezione della nuova prelatura territoriale di Santíssima Conceição do Araguaia (oggi diocesi).
Il 16 ottobre 1979 la prelatura territoriale di Marabá è stata elevata a diocesi con la bolla Cum Praelaturae di papa Giovanni Paolo II.
Il 6 novembre 2019 ha ceduto il comune di Água Azul do Norte a vantaggio dell'erezione della prelatura territoriale di Alto Xingu-Tucumã.

## Cronotassi dei vescovi
Si omettono i periodi di sede vacante non superiori ai 2 anni o non storicamente accertati.
- Raymond Dominique Carrerot, O.P. † (26 agosto 1912 - 30 luglio 1920 nominato vescovo di Porto Nacional)
  - Sede vacante (1920-1924)
- Sebastião Tomás, O.P. † (18 dicembre 1924 - 19 dicembre 1945 deceduto)
  - Sede vacante (1945-1951)
- Luís António Palha Teixeira, O.P. † (20 febbraio 1951 - 10 novembre 1976 ritirato)
- Alano Maria Pena, O.P. (10 novembre 1976 succeduto - 11 luglio 1985 nominato vescovo di Itapeva)
- Altamiro Rossato, C.SS.R. † (8 dicembre 1985 - 15 marzo 1989 nominato arcivescovo coadiutore di Porto Alegre)
- José Vieira de Lima, T.O.R. (18 aprile 1990 - 11 novembre 1998 nominato vescovo di São Luiz de Cáceres)
- José Foralosso, S.D.B. † (12 gennaio 2000 - 25 aprile 2012 dimesso)
- Vital Corbellini, dal 10 ottobre 2012

## Statistiche
La diocesi nel 2023 su una popolazione di 845.000 persone contava 381.523 battezzati, corrispondenti al 45,2% del totale.
| anno | popolazione | popolazione | popolazione | presbiteri | presbiteri | presbiteri | presbiteri                | diaconi | religiosi | religiosi | parrocchie |
| anno | battezzati  | totale      | %           | numero     | secolari   | regolari   | battezzati per presbitero | diaconi | uomini    | donne     | parrocchie |
| ---- | ----------- | ----------- | ----------- | ---------- | ---------- | ---------- | ------------------------- | ------- | --------- | --------- | ---------- |
| 1950 | 15.000      | 20.000      | 75,0        | 5          | 1          | 4          | 3.000                     |         | 5         | 13        | 2          |
| 1966 | 37.000      | 45.000      | 82,2        | 12         | 7          | 5          | 3.083                     |         | 7         | 42        | 3          |
| 1970 | ?           | 43.000      | ?           | 10         | 6          | 4          | ?                         |         | 4         | 23        | 2          |
| 1976 | 160.000     | 180.000     | 88,9        | 14         | 6          | 8          | 11.428                    |         | 9         | 35        | 10         |
| 1977 | 73.000      | 86.000      | 84,9        | 8          | 3          | 5          | 9.125                     |         | 6         | 20        | 7          |
| 1990 | 452.000     | 473.000     | 95,6        | 19         | 3          | 16         | 23.789                    | 1       | 16        | 45        | 8          |
| 1999 | 500.000     | 650.000     | 76,9        | 22         | 7          | 15         | 22.727                    |         | 16        | 40        | 8          |
| 2000 | 500.000     | 650.000     | 76,9        | 23         | 7          | 16         | 21.739                    |         | 19        | 39        | 9          |
| 2001 | 300.000     | 501.435     | 59,8        | 19         | 6          | 13         | 15.789                    |         | 18        | 25        | 11         |
| 2002 | 302.000     | 505.000     | 59,8        | 21         | 8          | 13         | 14.380                    |         | 17        | 23        | 14         |
| 2003 | 370.000     | 533.000     | 69,4        | 24         | 8          | 16         | 15.416                    |         | 36        | 24        | 18         |
| 2004 | 370.000     | 533.000     | 69,4        | 27         | 11         | 16         | 13.703                    |         | 36        | 24        | 18         |
| 2013 | 458.000     | 657.000     | 69,7        | 46         | 25         | 21         | 9.956                     |         | 30        | 50        | 28         |
| 2016 | 544.000     | 787.000     | 69,1        | 46         | 24         | 22         | 11.826                    |         | 36        | 37        | 29         |
| 2019 | 450.000     | 814.000     | 55,3        | 47         | 31         | 16         | 9.574                     |         | 32        | 37        | 28         |
| 2020 | 453.500     | 820.430     | 55,3        | 50         | 30         | 20         | 9.070                     | 2       | 33        | 38        | 29         |
| 2021 | 402.159     | 837.497     | 48,0        | 42         | 31         | 11         | 9.575                     | 2       | 19        | 37        | 28         |
| 2023 | 381.523     | 845.000     | 45,2        | 46         | 34         | 12         | 8.293                     | 2       | 20        | 50        | 29         |